# Lithocarpus megacarpus
Lithocarpus megacarpus är en bokväxtart som beskrevs av Engkik Soepadmo. Lithocarpus megacarpus ingår i släktet Lithocarpus och familjen bokväxter. Inga underarter finns listade.